# Allison Jolly
Pour les articles homonymes, voir Jolly.
Allison Jolly  est une skippeuse américaine, née le 4 août 1956 à St. Petersburg.

## Carrière
Allison Blair Jolly naît le 4 août 1956 à St. Petersburg.
Elle remporte lors des Jeux olympiques d'été de 1988 la médaille d'or en classe 470 avec Lynne Jewell.